# Ezkaba

Ubicació d'Ezkaba

Ezkaba és un barri de la ciutat de Pamplona, capital de la Comunitat Foral de Navarra. Té una població de 14.883 habitants (cens de 2008). Limita al nord amb la ronda de Pamplona i la muntanya Ezkaba que el separa del municipi d'Ezkabarte, al sud amb Txantrea, a l'est amb Villava / Atarrabia i Antsoain.
Els blocs de cases es dibuixen sobre el plànol en forma d'ela, limitats per la Ronda Nord i la muntanya Ezkaba i el carrer Canal. Entre els habitatges s'intercalen zones verdes i els solars dotacionals se situen al costat de la ronda.

## Història
Al març de 2006, l'Ajuntament de Pamplona i l'empresa Avanco lliuraven les claus dels 32 primers pisos de la urbanització d'Ezkaba, un edifici de vuit altures al passeig dels Donantes de Sangre. Any i mig després, més del 66% de les 1.461 habitatges amb què compta la urbanització estan ja entregats (975 pisos). Es pot estimar que més de 2.000 persones viuen ja al nou barri.

## Comunicacions
Línies del Transport Urbà Comarcal que comuniquen el barri amb la resta de la ciutat i la Conca de Pamplona.
| Línia    | Trajecte                                                    | Horari        | Freqüència |
| -------- | ----------------------------------------------------------- | ------------- | ---------- |
| Línia 11 | Ezkaba-Edificio El Sario – C.C. Galaria – P. Mutilva        | 06:35 - 22:25 | 15´        |
| Línia N7 | Ps. Sarasate – San Jorge – Txantrea – Cl. Cortes de Navarra | 23:00 - 0:10  | 35´        |